# Grabonoški Vrh
Grabonoški Vrh este o localitate din comuna Cerkvenjak, Slovenia, cu o populație de 77 de locuitori.